# بيدرو نولاسكو
بيدرو نولاسكو (2 فبراير 1962 – 15 سبتمبر 1995) هو ملاكم من جمهورية الدومينيكان راحل، مثّل بلاده في الألعاب الأولمبية الصيفية 1984 وحقق الميدالية البرونزية في فئة وزن البانتام.

## روابط خارجية
بيدرو نولاسكو على موقع بوكس ريك (الإنجليزية) (registration required)
- بيدرو نولاسكو على موقع أوليمبيديا (الإنجليزية)